# Oedemera femoralis
Oedemera femoralis é uma espécie de insetos coleópteros polífagos pertencente à família Oedemeridae.
A autoridade científica da espécie é Olivier, tendo sido descrita no ano de 1803.
Trata-se de uma espécie presente no território português.